# Olympische Sommerspiele 2004/Tennis
Bei den Olympischen Spielen 2004 in der griechischen Hauptstadt Athen wurden vier Tennis-Wettbewerbe ausgetragen.
Austragungsort war das Olympic Tennis Centre im Athens Olympic Sports Complex, wo auf dem Hartplatzbelag DecoTurf gespielt wurde.

## Herren

### Einzel
| Platz | Land               | Spieler            |
| ----- | ------------------ | ------------------ |
| 1     | Chile              | Nicolás Massú      |
| 2     | Vereinigte Staaten | Mardy Fish         |
| 3     | Chile              | Fernando González  |
| 4     | Vereinigte Staaten | Taylor Dent        |
| 5     | Tschechien         | Tomáš Berdych      |
| 5     | Frankreich         | Sébastien Grosjean |
| 5     | Spanien            | Carlos Moyá        |
| 5     | Russland           | Michail Juschny    |

Nach seiner Goldmedaille im Doppel gewann der Chilene Massú auch die Goldmedaille im Einzel gegen den Amerikaner Fish nach 4:00 Stunden. Im Spiel um die Bronzemedaille bezwang Massús Doppelpartner González seinen Gegner Dent aus den USA nach 3:25 Stunden.

### Doppel
| Platz | Land               | Spieler                         |
| ----- | ------------------ | ------------------------------- |
| 1     | Chile              | Nicolás Massú Fernando González |
| 2     | Deutschland        | Rainer Schüttler Nicolas Kiefer |
| 3     | Kroatien           | Mario Ančić Ivan Ljubičić       |
| 4     | Indien             | Mahesh Bhupathi Leander Paes    |
| 5     | Simbabwe           | Wayne Black Kevin Ullyett       |
| 5     | Vereinigte Staaten | Bob Bryan Mike Bryan            |
| 5     | Israel             | Jonathan Erlich Andy Ram        |
| 5     | Frankreich         | Michaël Llodra Fabrice Santoro  |

Im Finale besiegte das chilenische Duo González/Massú die Deutschen Schüttler und Kiefer in fünf Sätzen. Kiefer/Schüttler vergaben im Tie-Break des vierten Satzes vier Matchbälle. Im fünften Satz verloren beide Duos mehrere Male ihren eigenen Aufschlag – nach 3:43 Stunden und zu nachtschlafender Stunde um 02:40 Uhr mit dem besseren Ende für die Chilenen. Sie benötigten vier Matchbälle zum ersten Olympiasieg in der Geschichte Chiles.

## Damen

### Einzel
| Platz | Land       | Spieler             |
| ----- | ---------- | ------------------- |
| 1     | Belgien    | Justine Henin       |
| 2     | Frankreich | Amélie Mauresmo     |
| 3     | Australien | Alicia Molik        |
| 4     | Russland   | Anastassija Myskina |
| 5     | Russland   | Swetlana Kusnezowa  |
| 5     | Frankreich | Mary Pierce         |
| 5     | Italien    | Francesca Schiavone |
| 5     | Japan      | Ai Sugiyama         |

Das Spiel um die Goldmedaille gewann die Belgierin Henin nach 1:18 Stunden. Die Australierin Molik bezwang in ihrem Match um Platz 3 die Russin Myskina nach 1:04 Stunden. Im Halbfinale führte Myskina im entscheidenden dritten Satz mit 5:1, verlor diesen aber noch mit 6:8.

### Doppel
| Platz | Land                | Spieler                                  |
| ----- | ------------------- | ---------------------------------------- |
| 1     | Volksrepublik China | Li Ting Sun Tiantian                     |
| 2     | Spanien             | Conchita Martínez Virginia Ruano Pascual |
| 3     | Argentinien         | Paola Suárez Patricia Tarabini           |
| 4     | Japan               | Shinobu Asagoe Ai Sugiyama               |
| 5     | Frankreich          | Nathalie Dechy Sandrine Testud           |
| 5     | Australien          | Alicia Molik Rennae Stubbs               |
| 5     | Vereinigte Staaten  | Martina Navratilova Lisa Raymond         |
| 5     | Volksrepublik China | Yan Zi Zheng Jie                         |

Im Spiel um die Goldmedaille gewannen die Chinesinnen nach 1:29 Stunden. Das argentinische Duo bezwang das Doppel aus Japan in 1:01 Stunden.

## Medaillenspiegel
| Platz | Land               | G | S | B | Gesamt |
| ----- | ------------------ | - | - | - | ------ |
| 1     | Chile              | 2 | – | 1 | 3      |
| 2     | Belgien            | 1 | – | – | 1      |
| 2     | China              | 1 | – | – | 1      |
| 4     | Deutschland        | – | 1 | – | 1      |
| 4     | Frankreich         | – | 1 | – | 1      |
| 4     | Spanien            | – | 1 | – | 1      |
| 4     | Vereinigte Staaten | – | 1 | – | 1      |
| 8     | Argentinien        | – | – | 1 | 1      |
| 8     | Australien         | – | – | 1 | 1      |
| 8     | Kroatien           | – | – | 1 | 1      |